# Simone Campbell
Simone Campbell, née Mary Campbell le 22 octobre 1945 à Santa Monica en Californie, est une religieuse catholique américaine, membre de la Congrégation des Sœurs du Service Social (Sisters of Social Service en anglais), avocate, conférencière, éducatrice et militante pour la justice sociale. Elle est principalement connue pour avoir dirigé pendant près de vingt ans le réseau NETWORK, un lobby catholique progressiste basé à Washington, et pour avoir été à la tête de la campagne militante Nuns on the Bus (« Les Sœurs dans le Bus »), destinée à dénoncer les inégalités économiques et les politiques d'austérité.
Fervente défenseure d'un catholicisme social centré sur les pauvres, les exclus et les minorités, Simone Campbell a aussi plaidé pour une Église plus inclusive à l'égard des personnes LGBT et des femmes. Son action, à la fois enracinée dans la tradition sociale catholique et résolument critique des structures ecclésiales et politiques dominantes, lui a valu une reconnaissance nationale aux États-Unis, notamment lors de la Convention nationale démocrate de 2012 et 2020.

## Biographie

### Jeunesse et formation
Mary Campbell nait en 1945 dans une famille catholique californienne. Elle entre chez les Sœurs du Service social en 1964, à l'âge de 19 ans, se renomme Simone, prononce ses premiers vœux en 1967 et ses vœux finaux en 1973. Elle obtient une licence en sociologie à l'université Mount St. Mary's à Los Angeles, puis un doctorat en droit à l'Université de Californie à Davis, en 1977.
Durant ses études, elle se passionne pour les droits civiques, la non-violence et la doctrine sociale de l'Eglise catholique. Cette triple orientation nourrit son futur engagement à la croisée du religieux, du juridique et du politique.

### Engagement juridique et social
Campbell fonde en 1978 le Community Law Center à Oakland, un cabinet juridique à but non lucratif destiné à défendre les personnes pauvres et marginalisées, en particulier les femmes, les immigrés et les travailleurs précaires. Elle y travaille pendant 18 ans, menant des actions de terrain en droit de la famille, droit du travail et droit de l'immigration,.
Dans les années 1990, elle s'engage dans des missions internationales en Amérique latine et au sein d'organisations interconfessionnelles promouvant la paix.

### NETWORK

#### Direction de l'organisation
En 2004, après avoir occupée le poste de directrice exécutive de JERICHO (une organisation interconfessionnelle californienne de politique publique), Simone Campbell devient directrice exécutive de NETWORK, un lobby catholique progressiste fondé en 1971 par des religieuses américaines dans la foulée du concile Vatican II. L'organisation se donne pour missions de promouvoir la justice économique et sociale, à la lumière de l'Évangile, ainsi que l'accueil des personnes LGBT.
Sous la direction de Campbell, NETWORK devient une voix critique contre les inégalités croissantes, les politiques budgétaires et le traitement des immigrés. Elle plaide pour une réforme fiscale plus équitable, la défense de la couverture santé pour tous, le respect de la dignité des travailleurs et travailleuses et la solidarité internationale et l'écologie intégrale.

#### Soutien à l'Affordable Care Act
En 2010, Campbell joue un rôle décisif dans le soutien public de nombreuses congrégations religieuses américaines à la réforme de la santé du président Barack Obama. Alors que la conférence des évêques catholiques des États-Unis s'oppose au projet, Campbell rédige une lettre soutenant la loi Affordable Care Act de l'Obamacare, signée par plus de 59 chefs de congrégations féminines.
Ce geste provoque une réaction du Vatican, qui lance en 2012 une enquête doctrinale contre la Leadership Conference of Women Religious (LCWR), principale fédération de religieuses aux États-Unis, accusée de donner trop de place aux questions sociales au détriment de l'enseignement sur la sexualité (le mariage homosexuel) et l'avortement. Simone Campbell et NETWORK sont spécifiquement mentionnées dans le rapport critique de la Congrégation pour la doctrine de la foi.

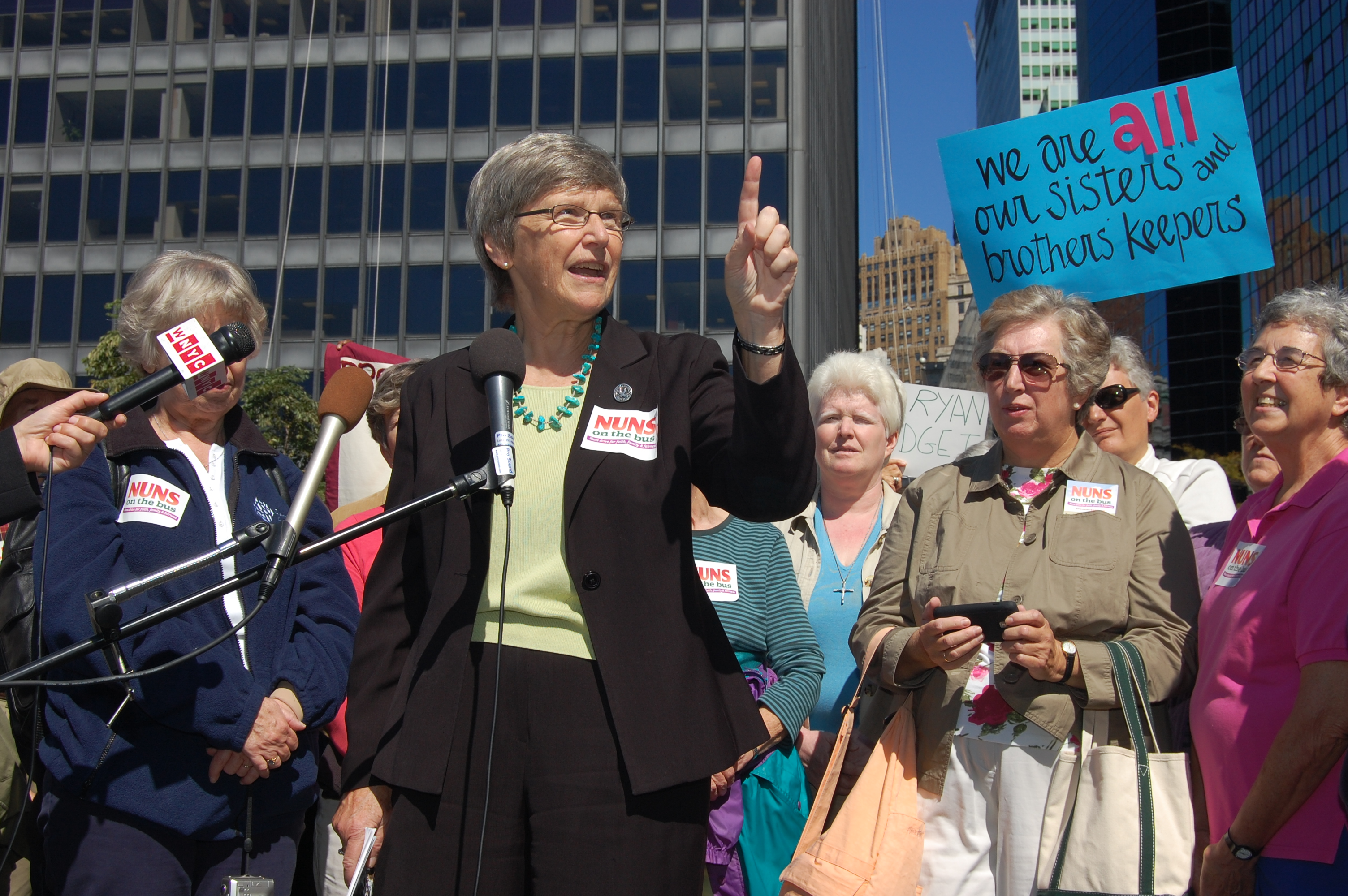
Nuns on the Bus, Lower Manhattan, 2012.

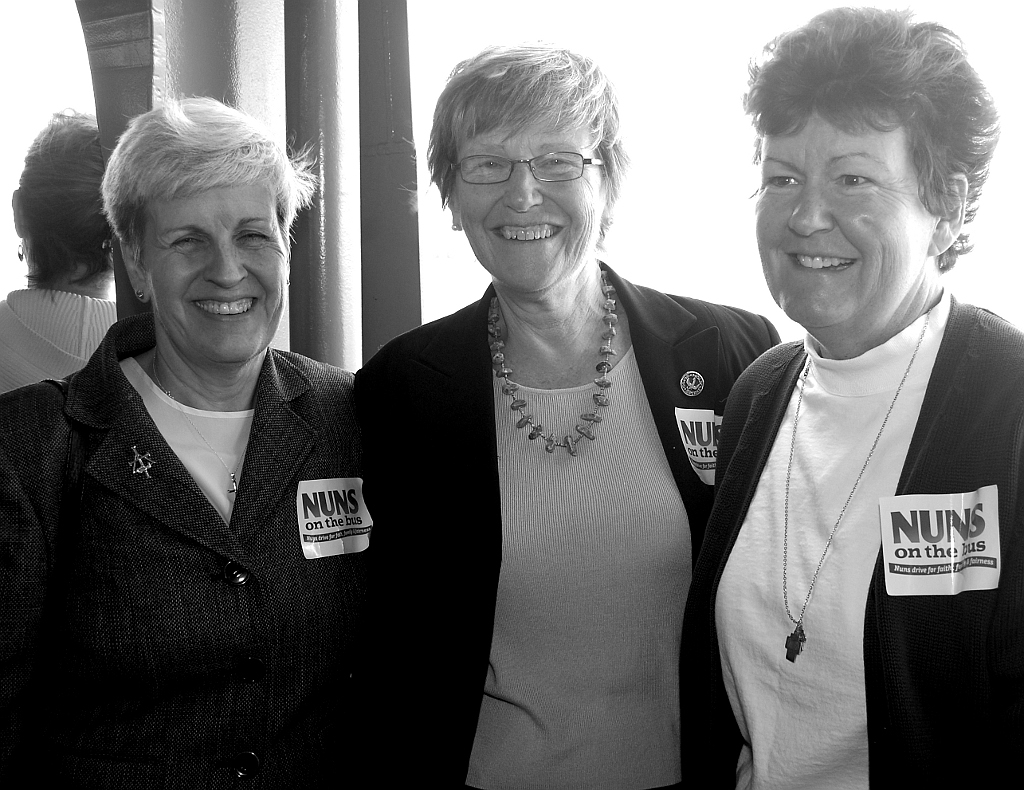
Avec Janet Kinney et Mary Ellen Lacy, Simone Campbell participe à Nuns on the (Staten Island) Ferry lors d'un trajet en ferry vers Staten Island.

### Nuns on the Bus
En réponse aux critiques du Vatican et au Budget Ryan de la Chambre des représentants, Simone Campbell lance en 2012 la campagne Nuns on the Bus, une série de tournées à travers les États-Unis dans un autobus siglé, réunissant des religieuses engagées pour la justice sociale,,.

#### Impact
Les campagnes annuelles (entre 2012 et 2020) traversent des dizaines d'États américains, visitent des centre sociaux, des paroisses, des mairies, et participent à des débats publics. Elles attirent une large couverture médiatique et contribuent à changer l'image publique des religieuses catholiques, les montrant comme forces de résistance, de compassion et de compétence politique.
Simone Campbell devient une figure publique, invitée dans de nombreux médias et colloques, notamment lors de la Convention nationale démocrate de 2012, où elle prononce un discours très remarqué appelant à « une économie du bien commun ».

## Positionnements

### Doctrine sociale catholique
Simone Campbell s'inscrit dans la tradition de la doctrine sociale de l'Église, en mettant en avant les principes de dignité humaine, d'option préférentielle pour les pauvres, de solidarité et de subsidiarité.
Elle critique une vision réduite du catholicisme focalisée sur des enjeux bioéthiques (avortement, contraception) au détriment de la justice économique et de la paix.

### Personnes LGBT
Simone Campbell adopte, au sein de l'Église catholique, une position pastorale, inclusive et critique à l'égard de la marginalisation des personnes LGBT, tout en restant prudente dans ses prises de parole doctrinales. Sans remettre frontalement en cause le magistère catholique sur la sexualité, elle milite pour une Église fondée sur l'écoute, la compassion et la dignité humaine, où la conscience individuelle est respectée comme lieu authentique de discernement moral.
Elle déclare à plusieurs reprises que les débats ecclésiaux sur l'orientation sexuelle ou l'identité de genre sont souvent détachés de l'expérience vécue des personnes concernées.

#### Soutien dans l'Église

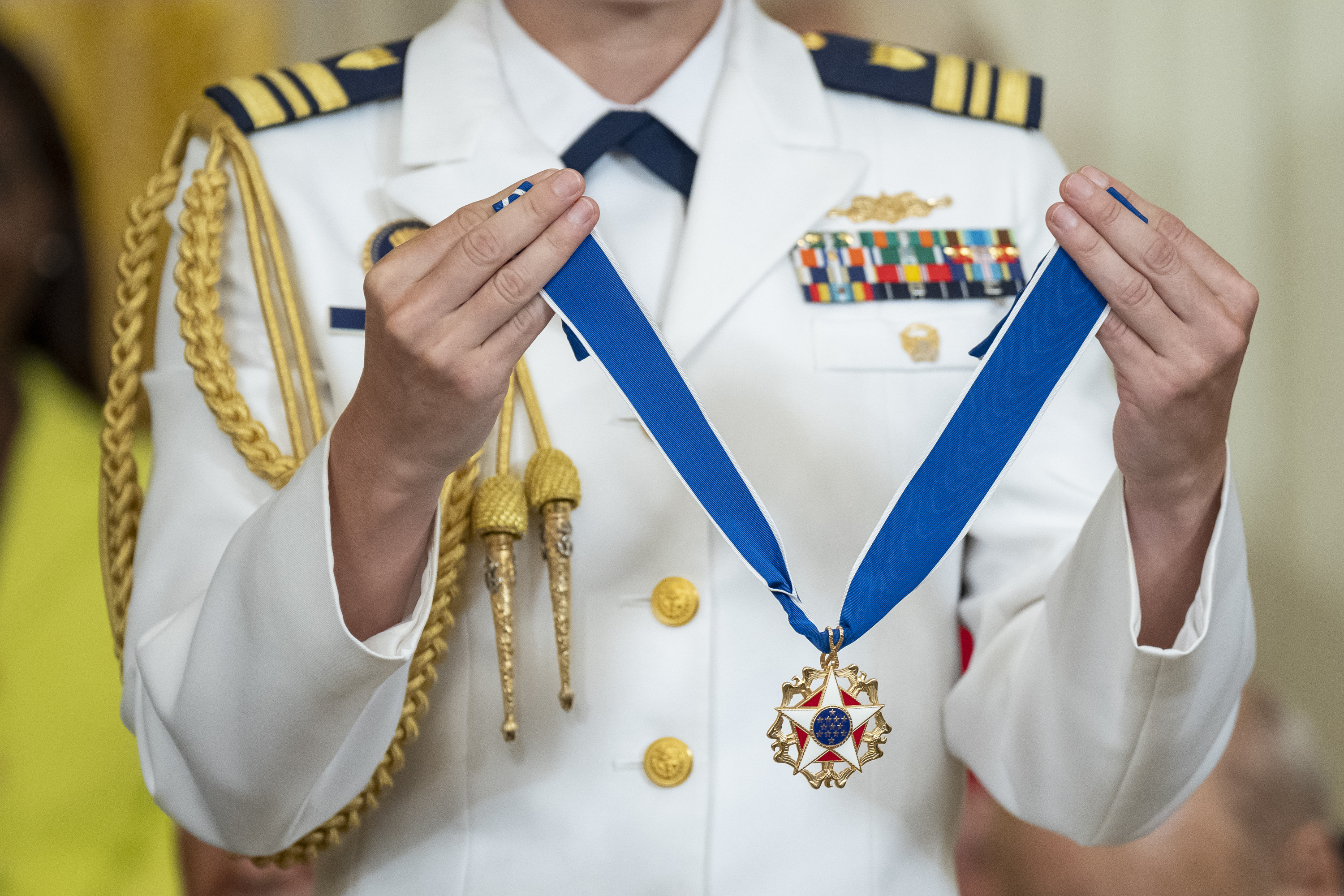
La Médaille de la Liberté pour Campbell.

Campbell soutient activement des associations catholiques prônant une plus grande inclusion des personnes LGBT, notamment New Ways Ministry, une organisation animée par des religieux et laïcs qui milite depuis les années 1970 pour l'accueil pastoral des personnes LGBT dans l'Église, dont Jeannine Gramick, et DignityUSA, un groupe de catholiques LGBT et alliés, avec lequel elle entretient un dialogue.

Elle a participé à plusieurs conférences œcuméniques et interreligieuses consacrées aux droits des personnes LGBT, y affirmant que l'engagement pour la justice sociale ne peut être dissocié de la lutte contre l'homophobie, la transphobie et toutes les formes de discrimination,.

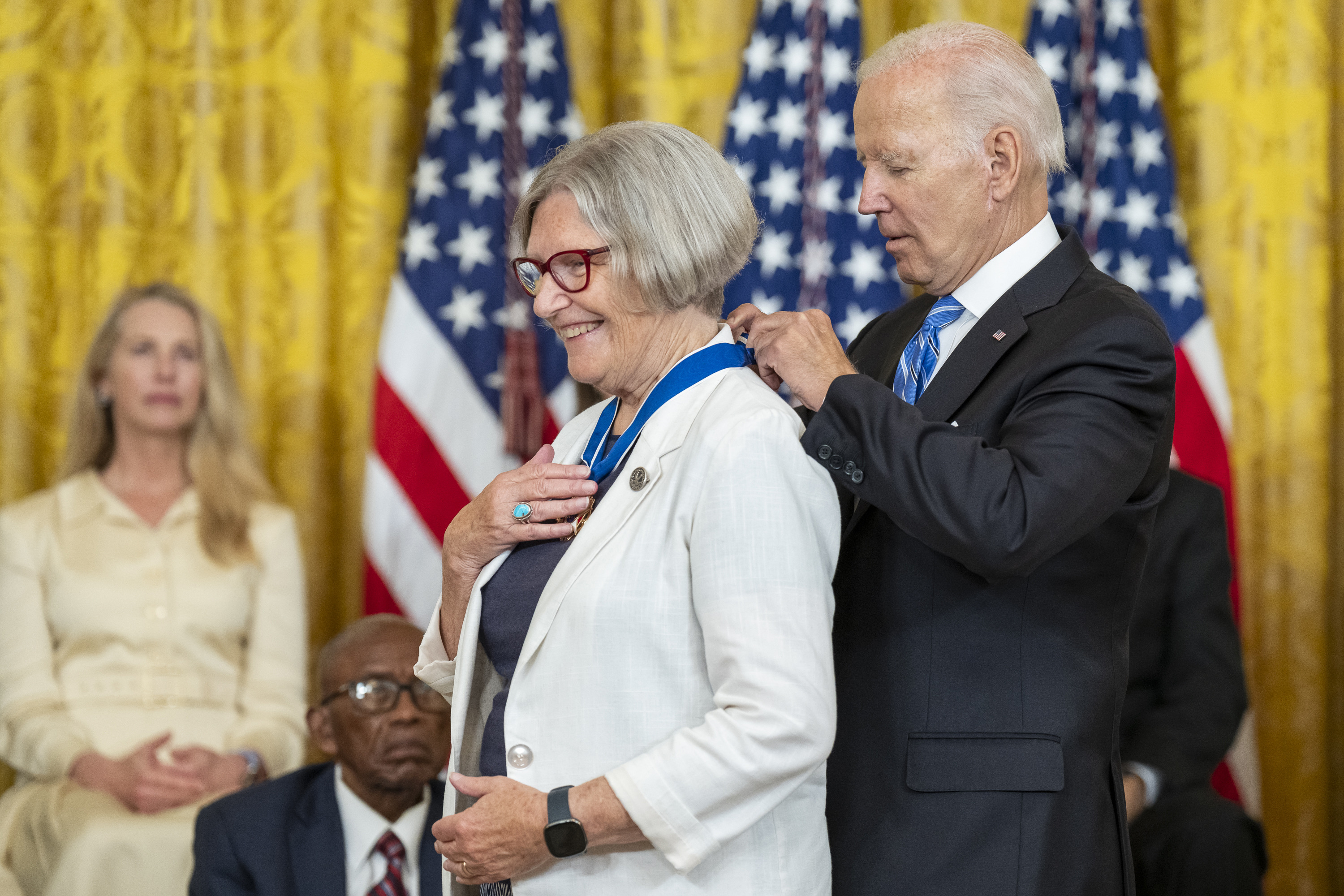
Le président Joe Biden lui remettant la Médaille de la Liberté en 2022.

## Distinctions
Elle reçoit de nombreux prix, médailles et titres honorifiques dont :
- Presidential Citizens Medal décernée par le président Barack Obama, 2014 ;
- Docteure honoris causa par l'université Gonzaga ;
- Docteure honoris causa par l'université de Georgetown ;
- Docteure honoris causa par l'université Saint Mary's ;
- Citée dans le Time Magazine parmi les 100 personnes les plus influentes du monde, 2012[9] ;
- Membre du Synode sur la synodalité convoqué par le pape François en tant qu'experte, 2013 ;
- Médaille de la Liberté décernée par le président Joe Biden, 2022[1],[10] ;
- Prix des quatre libertés de Roosevelt, 2013[11].

## Télévision
Elle apparait dans diverses émissions américaines et internationales dont, :
- The Colbert Report[13] ;
- The Daily Show avec Jon Stewart[14].

## Publications
Campbell a écrit plusieurs livres, :
- Hunger for Hope : Prophetic Communities, Contemplation, and the Common Good, 2020 ;
- A Nun on the Bus : How All of Us Can Create Hope, Change, and Community, 2014.